# تذکره
 تذکره به کتابی گفته می‌شود که در آن شرح احوال شعرا، نویسندگان، درباریان، فلاسفه، عُرفا و... نوشته شده باشد.

## معنای لغوی
تذکره در لغت به معنای «به یاد آوردن»، «پند دادن»، «یادگار»، «یادداشت» و «کتابی که در آن احوال شعرا نوشته شده باشد» آمده‌است.
در تمام کتب ادبی فارسی پیش از زمان صفویه (غیر از تذکرهٔ دولتشاه سمرقندی)، کلمهٔ تذکره به معنای یادگار، یادداشت و یادآوری به کار رفته و به‌تدریج در دورهٔ صفویه به کتابی که حاوی شرح حال و آثار شعرا است اطلاق شده‌است. بعد از عصر صفوی در تمام تذکره‌هایی که در ایران تألیف شده، کلمهٔ تذکره به معنای «تذکرة الشعرا» — یعنی کتابی که در آن ترجمهٔ احوال و نمونهٔ اشعار شعرا باشد — آمده‌است و امروزه نیز به همین معنا به کار می‌رود.
تذکره کتابی است که در آن شرح حال و آثار یک شاعر، یا عده‌ای از شعرا آمده باشد. معمولاً تذکره‌نویس علاوه‌بر معرفی شاعر و نقل اشعار او، به شرح حال وی نیز پرداخته و گاه دربارهٔ آثار و اشعار او به بحثی انتقادی می‌پردازد.

## دیرینه
تدوین «فرهنگ شرح احوال»، کاری است که ابتدا مسلمانان به آن دست زدند و آن‌گاه که نوشتن فرهنگ شرح احوال توسعه یافت، دانشمندان به نوشتن شرح حال محدثین، فقها و سایر طبقات مذهبی مشغول شدند؛ و ادبا شرح احوال شعرا، نویسندگان، درباریان، فلاسفه، عرفا و... را نوشتند.
به درستی روشن نیست که تذکره‌نویسی دقیقاً از چه زمان در ایران رایج شده‌است و از ایران پیش از اسلام، کتاب و نوشته‌ای که در شرح حال شاعران و شعر آنان باشد، سراغ نداریم. در زبان فارسی تا قرن ششم کتابی که به‌طور مستقل به ترجمهٔ حال شاعران اختصاص داشته باشد، باقی نیست، اگرچه در زبان عربی کتاب‌هایی در این زمینه وجود دارد، از جمله «یتیمة الدهر» ابومنصور ثعالبی که به ترجمهٔ حال شاعران حجاز، عراق، شام، ری، اصفهان، کرمان و... پرداخته‌است.
شاید بتوان قدیم‌ترین تذکرهٔ شاعران فارسی‌زبان را که به زبان فارسی تألیف شده، مقالهٔ دوم کتاب «مجمع النوادر یا چهار مقالهٔ» نظامی عروضی سمرقندی دانست. این کتاب در سال ۵۵۰ هجری قمری تألیف شده و مقالهٔ دوم آن در «ماهیت شاعری» است و در آن به طریق حکایت، ذکری از شاعران رفته و برخی اشعار آنان به تناسب ذکر شده‌است.
قدیمی‌ترین، جامع‌ترین و معتبرترین تذکرهٔ شاعران فارسی‌زبان، تذکرهٔ «لباب الالباب» تألیف «نورالدین یا سدیدالدین محمد عوفی» تذکره‌نویس و محقق نامی نیمهٔ دوم قرن ششم و آغاز قرن هفتم هجری است که کتاب خود را در سال ۶۱۸ به پایان رساند. این کتاب ترجمهٔ احوال تمام شاعران پس از اسلام تا زمان مؤلف را دربر دارد و از دیرباز مأخذ و سند معتبر تذکره‌نویسان و تاریخ‌نویسان ایران بوده‌است.
پس از تألیف این کتاب بود که تذکره‌نویسی و فراهم آوردن مجموعه‌هایی از شعر شاعران گذشته و معاصر مرسوم شد. از دیگر تذکره‌های معروف «تذکرة الشعرای» دولتشاه سمرقندی است، این کتاب در سال ۸۹۲ تحریر شده ولی به دلیل اشتباهات و لغزش‌های فراوان مؤلف، چندان مورد اعتماد و اعتبار نیست.
از جمله دیگر تذکره‌ها، تذکرهٔ «آتشکدهٔ آذر» تألیف «لطف‌علی بیک آذر بیگدلی» (۱۱۳۴ – ۱۱۹۵ هـ. ق) و «مجمع الفصحا» از رضاقلی‌خان هدایت است که در سال ۱۲۸۴ هـ. ق تألیف شد.

## انواع تذکره‌
تذکره‌ها مهمترین منبع برای پی بردن به خصوصیات شعر، سبک شاعری، آثار، هم‌عصران و اوضاع و احوال زمان زندگی شاعران است و به‌طور کلی به دو دسته تقسیم می‌شود:
- تذکره‌های عمومی
- تذکره‌های اختصاصی

در «تذکره‌های عمومی»، تذکره‌نویس شرح حال شعرای پیش از روزگار خود را می‌آورد؛ اما در «تذکره‌های اختصاصی» فقط شرح حال بخش خاصی از شعرا بیان می‌شود و به چند گونه تقسیم می‌شود:
- تذکره‌های محلی (که به شعرای یک منطقهٔ خاص می‌پردازد) نمونه‌ای از تذکره‌های محلی عبارتند از: تذکرهٔ ناظم بدخشی (۱۲۱۴ هـ. ق)، حاوی شرح حال یک سلسله از فضلای بلخ و بدخشان، ایران و بخارا؛ و تحفة الشعرا، مشتمل بر شرح حال شصت‌ودو تن از شعرای دکن و تذکرهٔ شعرای یزد از میرزا مهدی یزدی.
- تذکره‌های موضوعی (اختصاص به نوع معینی از اشعار دارد، مانند مثنوی، حماسه و...) تذکره‌های موضوعی مثل تذکرهٔ مسکین، تألیف میرزا مسکین اصفهانی (قرن سیزدهم)، شامل غزل‌های طرحی شعرای انجمن ادبی اصفهان؛ و «تذکرهٔ میخانه» از ملا عبدالنبی فخرالزمانی قزوینی، حاوی ساقی‌نامه‌ها و سرایندگان آن‌ها است.
- تذکره‌های طبقاتی (منحصر به طبقهٔ معینی از شعرا است مثل عرفا، وزرا، سلاطین و غیره) از تذکره‌های طبقاتی می‌توان به تذکرة الاولیاء عطار نیشابوری اشاره کرد که به شرح حال طبقهٔ عارفان پرداخته است؛ و تذکرة العلماء از محمدبن سلیمان تنکابنی (تألیف، ۱۲۷۰) شامل شرح حال علما و مشایخ است از زمان مؤلف تا زمان ارباب کتب اربعه.[۶]

## پژوهش بر روی تذکره‌ها
اولین کسی که در ایران به بررسی انتقادی تذکره پرداخت، بدیع‌الزمان فروزان‌فر مؤلف کتاب «سخن و سخنوران» بود. وی در مقدمهٔ خود به اشتباهات تذکره‌نویسان اشاره می‌کند.
تذکره‌های موجود بسیار است و هر کدام با نگرش خاص نوشته شده‌اند و تا به امروز متداول است. امروزه عنوان «یادنامه» را بعضاً برای تذکره جایگزین کرده‌اند. احمد گلچین معانی در کتابی با عنوان «تاریخ تذکره‌های فارسی» به تفصیل به این نوع نثر پرداخته‌است.
تذکره‌ها — به‌خصوص تذکره‌هایی که در سده‌های پیش‌تر نوشته شده‌اند — اگرچه منابع مهمی در احوال و آثار شاعران گذشته به‌شمار می‌روند، اما متأسفانه بعضاً از خطا و لغزش دور نبوده‌است.

## معروف‌ترین تذکره‌ها
- سخن و سخنوران، بدیع‌الزمان فروزان‌فر، چاپ ۱۳۰۸ خورشیدی
- تذکره شعرای معاصر، انجمن ادبی فرهنگستان ایران، چاپ ۱۳۲۸ خورشیدی
- تذکره بهشت سخن، دکتر مهدی حمیدی، چاپ ۱۳۳۴ خورشیدی
- تذکره طلعت، طلعت عنقا، چاپ ۱۳۳۹ خورشیدی
- شعر هزار ساله فارسی از قاسم تویسرکانی و محمدجعفر محجوب، چاپ ۱۳۴۳ خورشیدی
- تذکره سخنوران نامی ایران تاریخ معاصر، محمداسحاق، چاپ ۱۳۷۱ خورشیدی
- سخنوران نامی معاصر ایران، سید محمدباقر برقعی، چاپ ۱۳۷۳ خورشیدی
- تذکره صدف، داریوش صبور، چاپ ۱۳۳۵ خورشیدی[۸]
- گلشن ابرار، تهیه و تدوین جمعی از پژوهشگران حوزه علمیه قم

## پی‌نوشت
1. ↑  دهخدا، «ذیل «تذکره»»، لغت‌نامه.
2. ↑  ستوده، مرجع‌شناسی و روش تحقیق، ۹۱.
3. ↑  ستوده، مرجع‌شناسی و روش تحقیق، ۹۱.
4. ↑  ستوده، مرجع‌شناسی و روش تحقیق، ۹۱.
5. ↑  مصفا، مرجع‌شناسی و روش تحقیق، ۳۱-۱۳.
6. ↑  مصفا، مرجع‌شناسی و روش تحقیق، ۳۱-۱۳.
7. ↑  بابایی، تذکره.
8. ↑  
گلچین معانی، احمد (۱۳۶۳). تاریخ تذکره‌های فارسی. دانشگاه تهران.